# Bicep
Bicep è un duo musicale britannico formatosi nel 2009. È formato dai DJ e produttori Andrew Ferguson e Matthew McBriar.

## Storia del gruppo
Il duo, nato sotto iniziativa di due amici d'infanzia, è stato premiato con il premio al miglior DJ rivelazione britannico del 2012 dalla rivista DJ Magazine. Dopo aver firmato un contratto con la Ninja Tune, è stato divulgato nel settembre 2017 l'album in studio di debutto eponimo della formazione, che si è posto in 20ª posizione nella Official Albums Chart ed è entrato nella Irish Albums Chart. Il disco, supportato da una tournée europea tra ottobre e novembre 2018, contiene Glue, certificato oro con oltre 400 000 unità di vendita dalla British Phonographic Industry.
I loro primi due ingressi nella Official Singles Chart, di cui uno certificato argento dalla BPI, sono stati conseguiti per mezzo del secondo progetto Isles (2021), il quale si è classificato al 2º posto nel Regno Unito, toccando la top ten di Belgio, Germania e Irlanda. L'LP ha permesso al duo di essere candidato per due riconoscimenti nell'ambito dei BRIT Award, tra cui quello per il miglior gruppo britannico.
Nel 2021 il singolo Saku è stato riconosciuto con l'UK Music Video Award ai migliori effetti speciali.

## Discografia

### Album in studio
- 2017 – Bicep
- 2021 – Isles

### EP
- 2010 – EP 1
- 2011 – EP 2
- 2013 – Stash
- 2015 – Lyk Lyk
- 2015 – Dahlia (con Hammer)
- 2017 – Glue
- 2018 – Rain

### Singoli
- 2010 – 313
- 2012 – Vision of Love
- 2012 – You/Don't
- 2013 – Sacrifice (con i Simian Mobile Disco)
- 2014 – Circles
- 2015 – Just
- 2015 – Satisfy
- 2015 – Kansas/Closing Sequence (con Benjamin Damage e Doc Daneeka)
- 2016 – In Her Face
- 2017 – Aura
- 2017 – Glue
- 2017 – Vale
- 2018 – Opal
- 2020 – Atlas
- 2020 – Apricots
- 2020 – Saku (feat. Clara La San)
- 2021 – Sundial
- 2022 – Meli (II)
- 2022 – Water
- 2024 – Chroma 001